# Ermenegildo Bois
Ermenegildo Bois (Livorno, 21 ottobre 1863 – Livorno, 1933) è stato uno scultore italiano.
Allievo dello scultore Lorenzo Gori, partì per l'India insieme al pittore Olinto Ghilardi e qui visse e lavorò per diversi anni al servizio di principi e notabili locali.
Fu autore di alcuni monumenti funebri del cimitero comunale di Livorno e del busto commemorativo di Guglielmo Oberdan, realizzato nel 1928 e posto in Piazza dei Mille, sempre a Livorno. Fu maestro di Voltolino Fontani.
Socio del Gruppo Labronico, nel 1960 gli fu dedicata nella sua città natale una strada costruita nel 1957.
Nell'autunno del 2023 al Museo Civico Giovanni Fattori viene presentato un allestimento dedicato allo scultore nella ricorrenza del 160º anno della nascita, dal titolo "Ermenegildo Bois - un non comune ingegno".